# 1655 w literaturze
Wydarzenia literackie w 1655 roku.

## Nowe książki
- polskie
  - Hieronim Morsztyn – Filomachija abo Afektów gorącej miłości wyrażenie
  - Samuel Twardowski – Nadobna Paskwalina

- zagraniczne
  - Margaret Cavendish – The World's Olio

## Zmarli
- Hiacynt Przetocki – polski jezuita i poeta (ur. ok. 1599)
- Daniel Heinsius – holenderski poeta, filolog i historiograf (ur. 1580)
- 7 grudnia – Krzysztof Opaliński, pisarz i polityk (ur. 1609)